# Pseudophiloscia inflexa
Pseudophiloscia inflexa är en kräftdjursart som beskrevs av Gustav Budde-Lund 1904. Pseudophiloscia inflexa ingår i släktet Pseudophiloscia och familjen Philosciidae. Inga underarter finns listade i Catalogue of Life.